# Vallée de la Nizonne (Natura 2000)
Pour l’article homonyme, voir Vallée de la Nizonne.
Le site Vallée de la Nizonne est un site français du réseau Natura 2000 des départements de la Charente et de la Dordogne, en région Nouvelle-Aquitaine.

## Situation
Dans le nord et le nord-ouest du département de la Dordogne, en partie (31 %) à l'intérieur du parc naturel régional Périgord-Limousin, et dans le sud-est du département de la Charente, le site « Vallée de la Nizonne », s'étend sur 3 391 hectares, sur le territoire de dix-neuf communes (Allemans, Blanzaguet-Saint-Cybard , Bouteilles-Saint-Sébastien, Champagne-et-Fontaine, Combiers, Édon, Gurat, Nanteuil-Auriac-de-Bourzac, Palluaud, La Rochebeaucourt-et-Argentine, Rudeau-Ladosse, Saint-Front-sur-Nizonne, Saint-Paul-Lizonne, Saint-Séverin, Sainte-Croix-de-Mareuil, Salles-Lavalette, Sceau-Saint-Angel, Vaux-Lavalette et Vendoire), et six anciennes communes (Beaussac, Champeaux-et-la-Chapelle-Pommier, Les Graulges, Mareuil, Puyrenier et Saint-Sulpice-de-Mareuil) intégrées à la commune nouvelle de Mareuil en Périgord depuis 2017.
Le territoire concerné par cette zone se répartit à 32 % en Charente et 68 % en Dordogne.
Sur les vingt communes du site, plus de 60 % de sa superficie est concentrée sur huit d'entre elles : environ 13 % sur la commune nouvelle de Mareuil en Périgord, de 8 à 9 % sur les territoires de Nanteuil-Auriac-de-Bourzac et Vendoire, de 6 à 7 % sur ceux de Bouteilles-Saint-Sébastien, Saint-Paul-Lizonne et Salles-Lavalette, et 5 % sur Combiers et Saint-Séverin.
La zone s'étage entre 50 et 200 mètres d'altitude, sur trois cours d'eau : la totalité du cours de la Nizonne (ou Lizonne) depuis sa source jusqu'à sa confluence avec la Dronne, ainsi que les parties aval de deux de ses affluents, la Belle (sur ses cinq derniers kilomètres) et la Pude (sur les quatre derniers kilomètres).

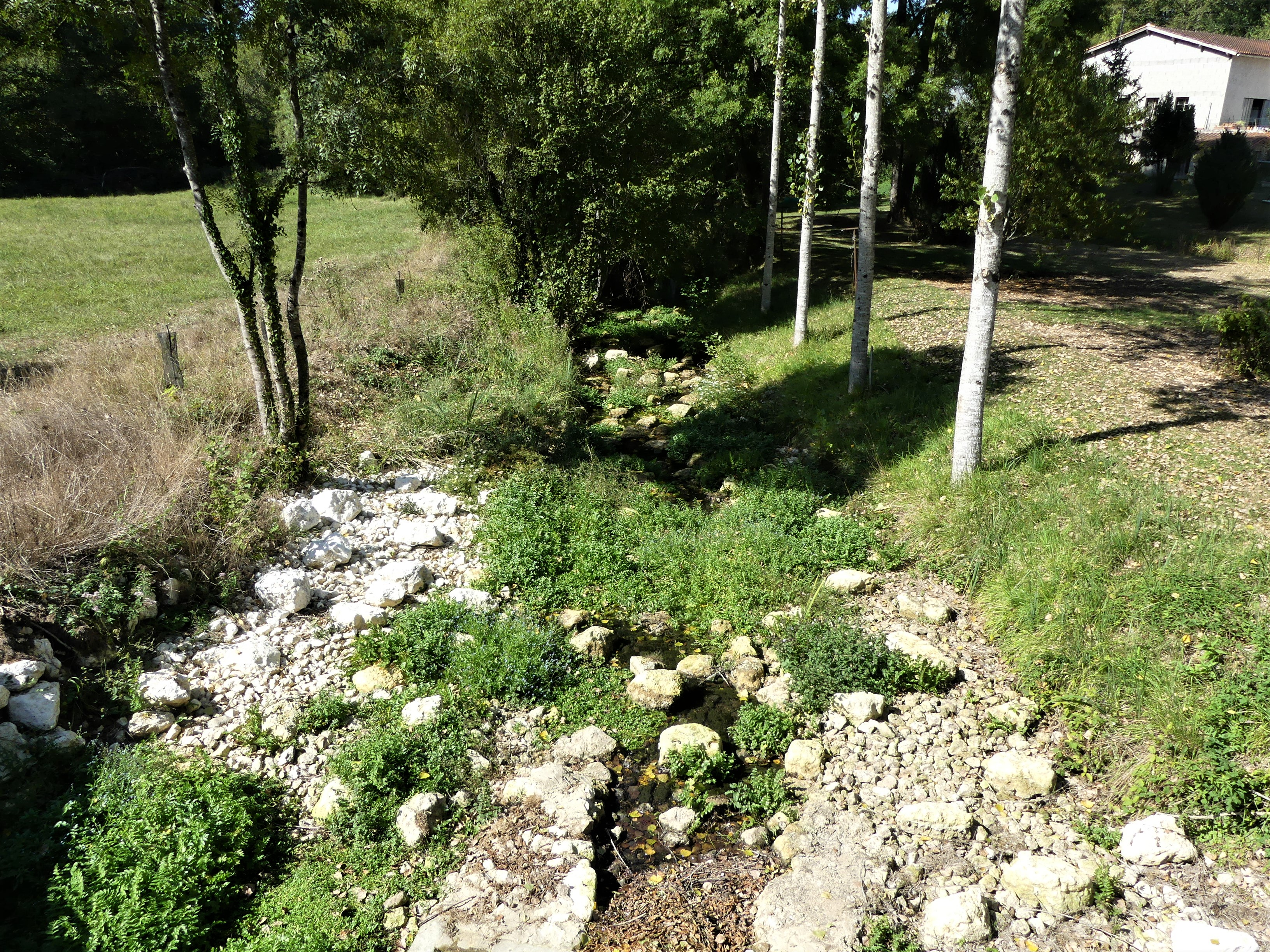
La Nizonne presque à sec en limite de Mareuil en Périgord (ancienne commune de Saint-Sulpice-de-Mareuil) et Rudeau-Ladosse.
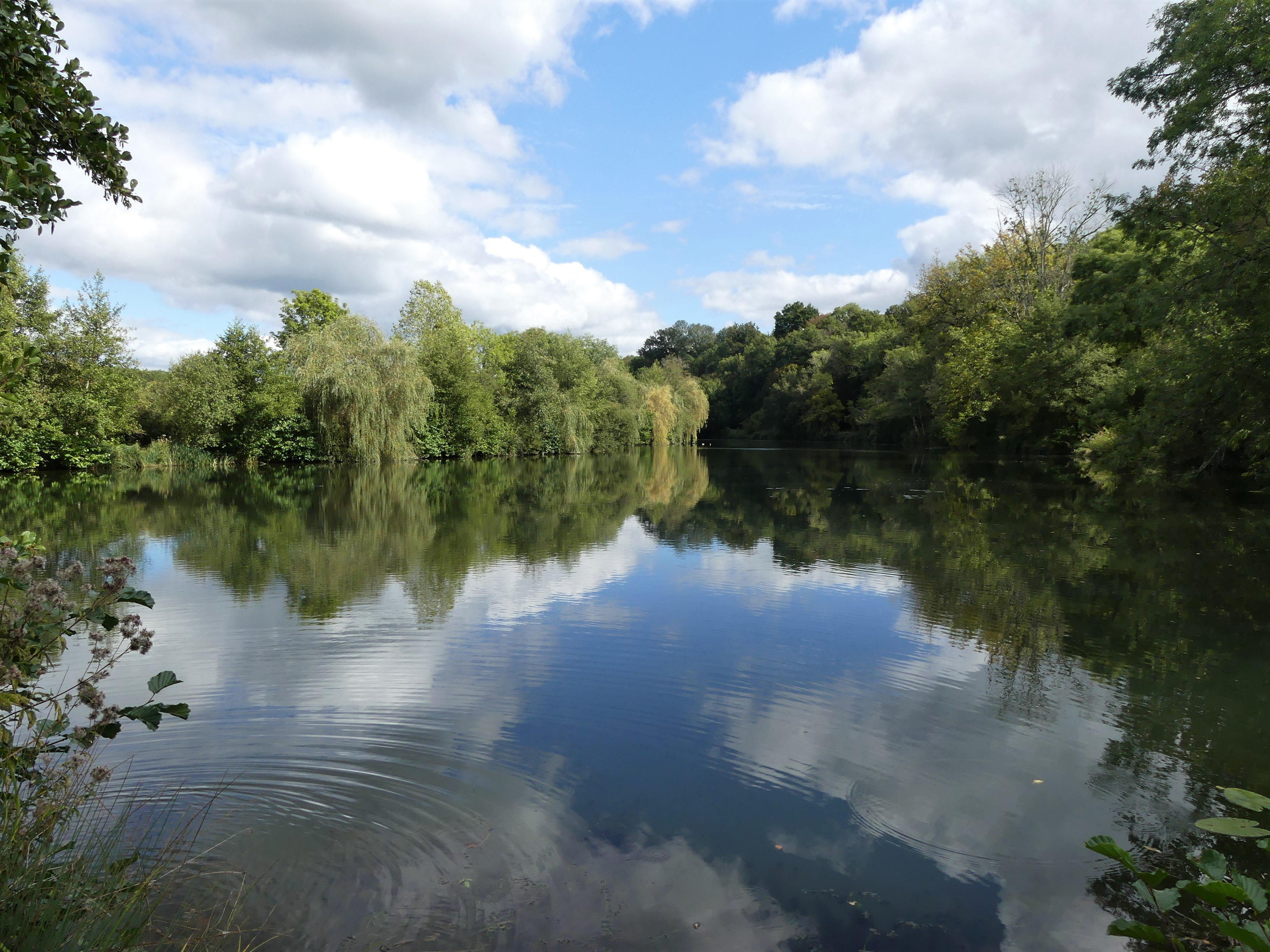
L'étang de Lavergne entre Mareuil en Périgord (ancienne commune de Saint-Sulpice-de-Mareuil) et Rudeau-Ladosse.
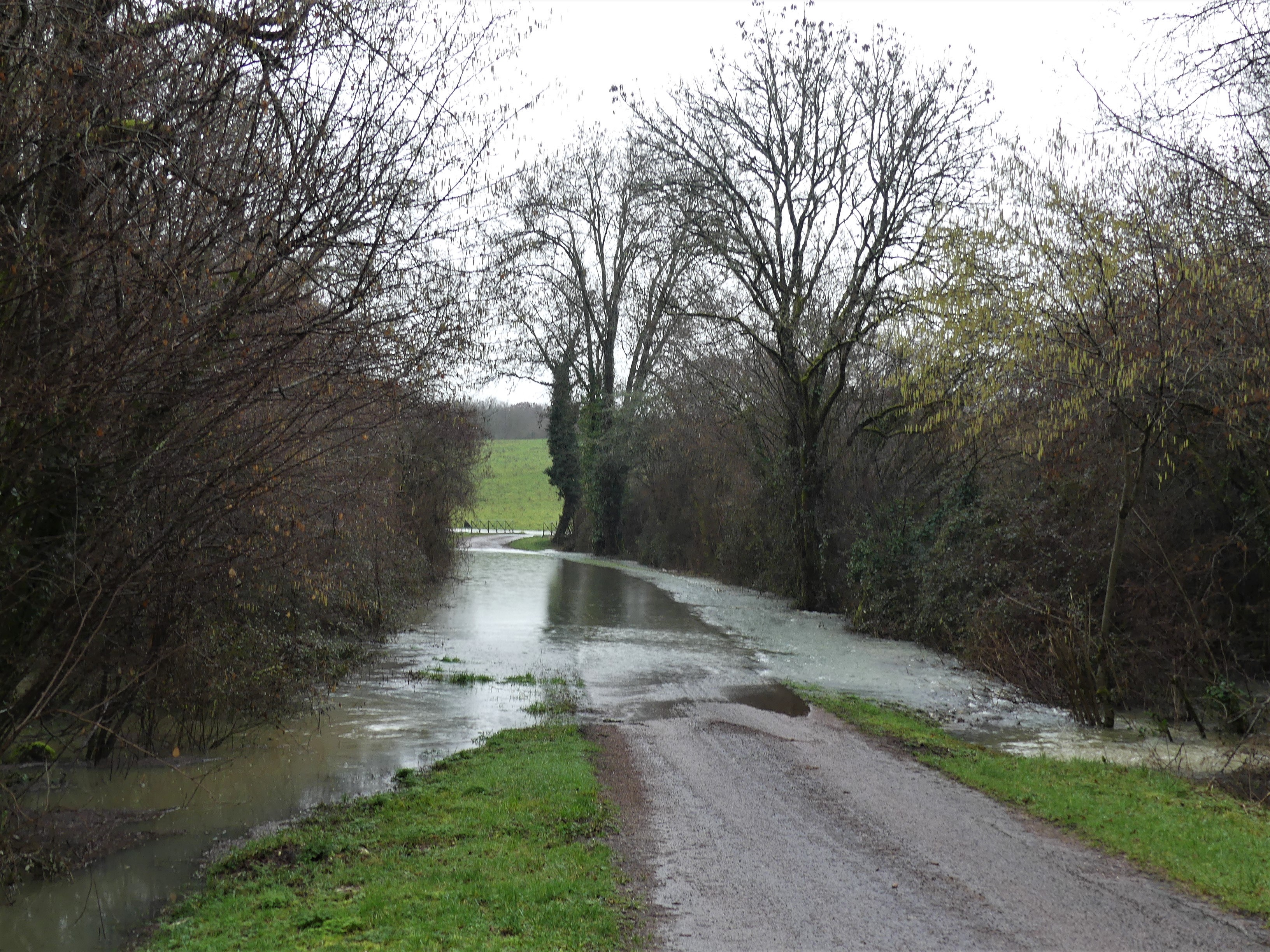
Crue de la Nizonne en limite de Beaussac et Puyrenier.
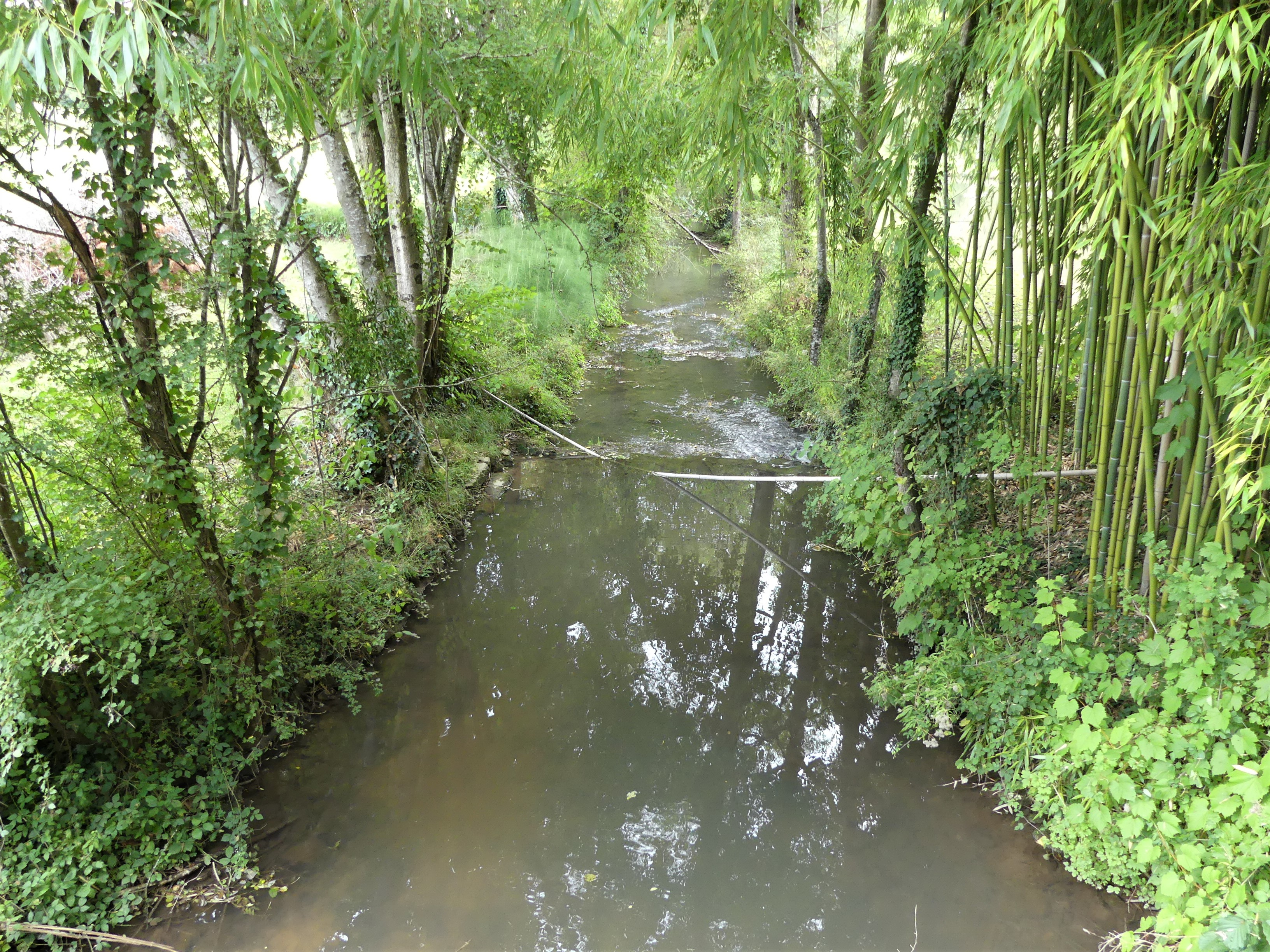
La Nizonne en limite de Sainte-Croix-de-Mareuil et des Graulges.
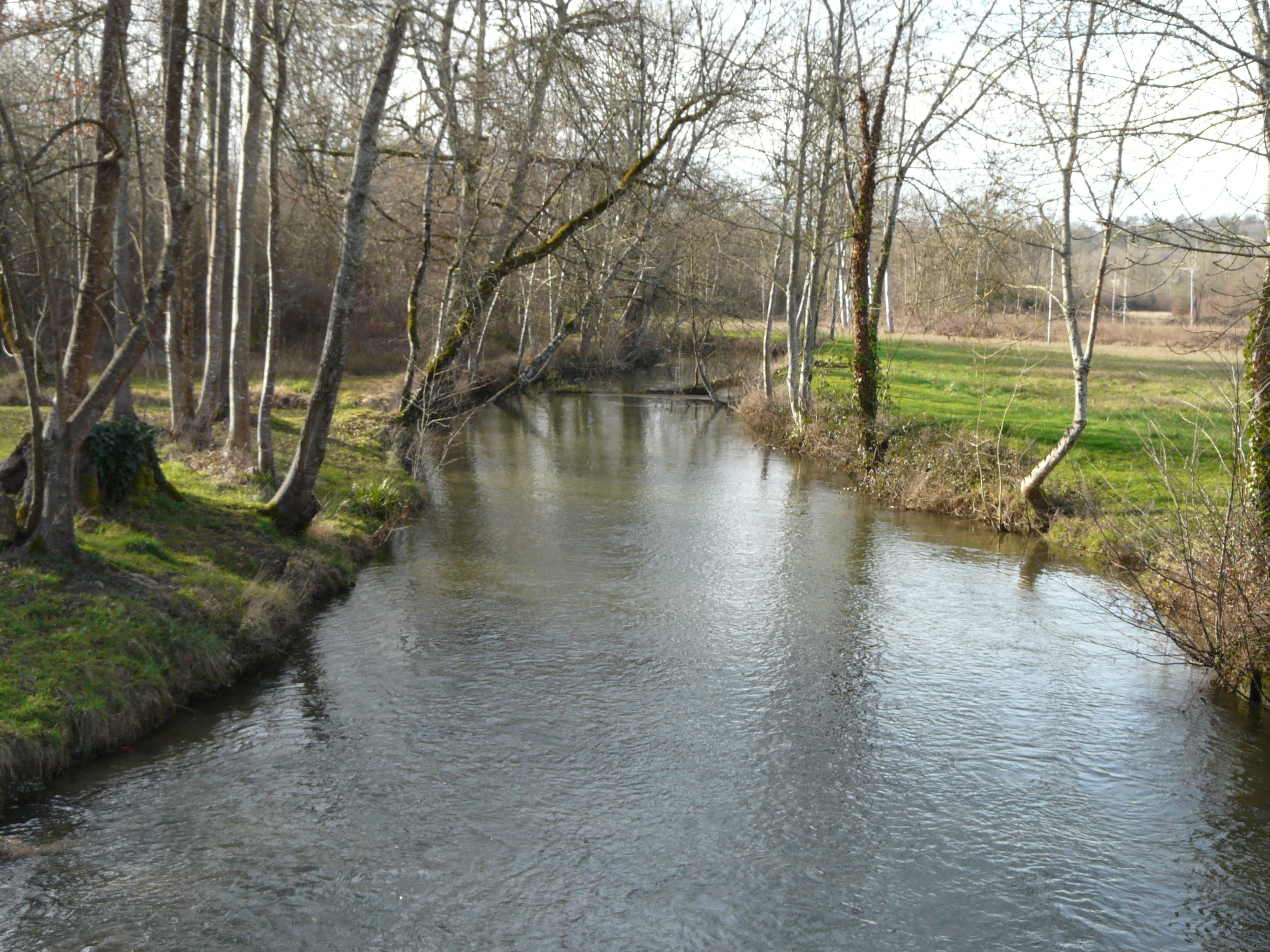
La Nizonne en limite de La Rochebeaucourt-et-Argentine et Combiers.

## Description
Le site « Vallée de la Nizonne » est un site naturel du réseau Natura 2000, c'est-à-dire qu'il est identifié comme important pour la conservation d'espèces animales européennes menacées.
Il s'agit d'une zone spéciale de conservation validée par un arrêté du ministère de l'Environnement, de l'Énergie et de la Mer en date du 4 avril 2016. « Principale zone en Aquitaine de bas marais calcaires à Cladium », cet ensemble de vallées alluviales à prairies humides fréquenté par le Vison d'Europe présente une grande variété d'habitats dont des tourbières.
Le site est composé à 45 % de cultures céréalières extensives, à 17 % de prairies semi-naturelles humides et de prairies mésophiles améliorées, à 17 % de forêts caducifoliées, à 6 % de prairies améliorées et à 5 % de marais, bas-marais ou tourbières.
Des recensements y ont été effectués aux niveaux faunistique et floristique.

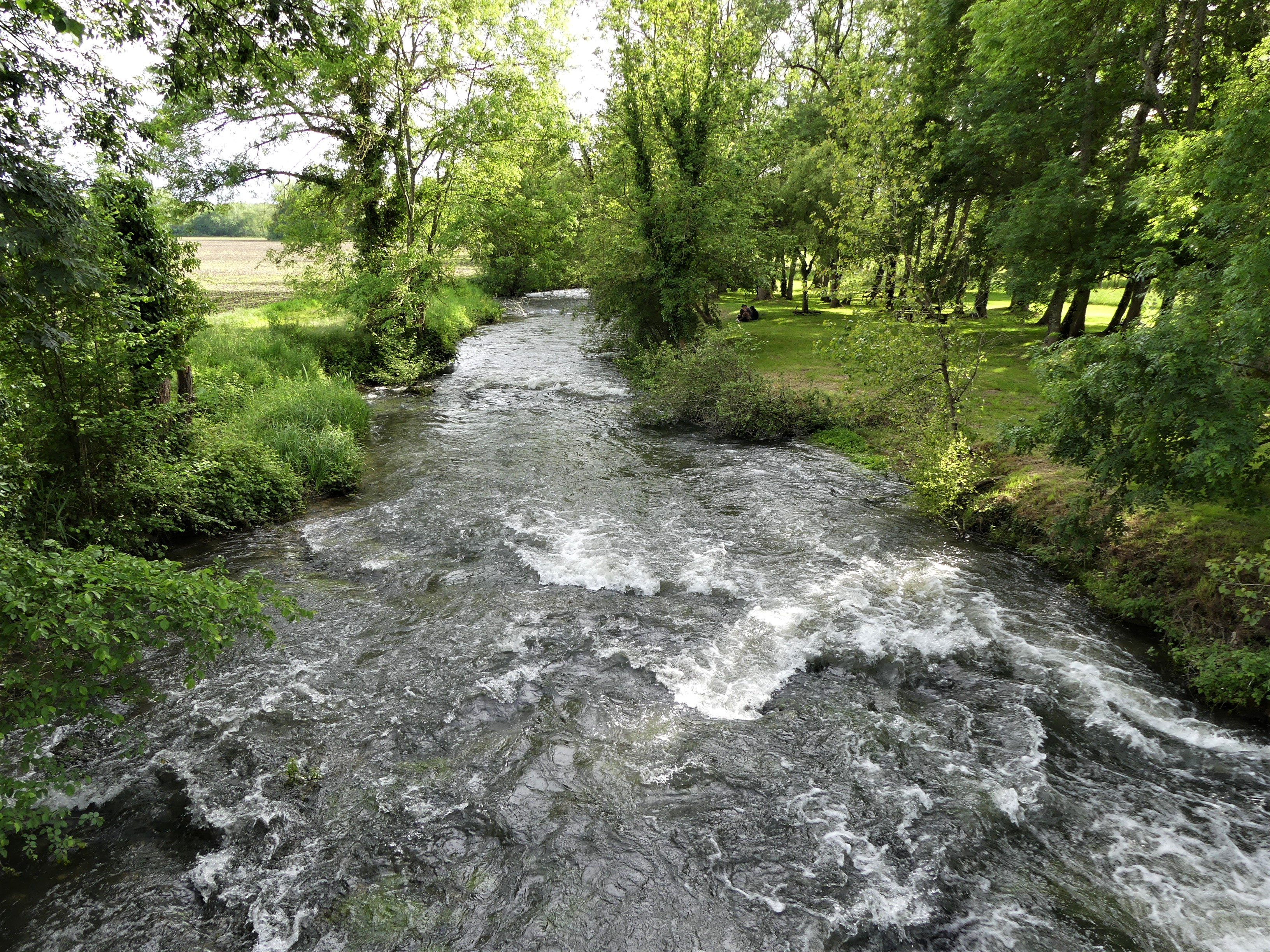
La Lizonne en limite de Gurat et de Vendoire.
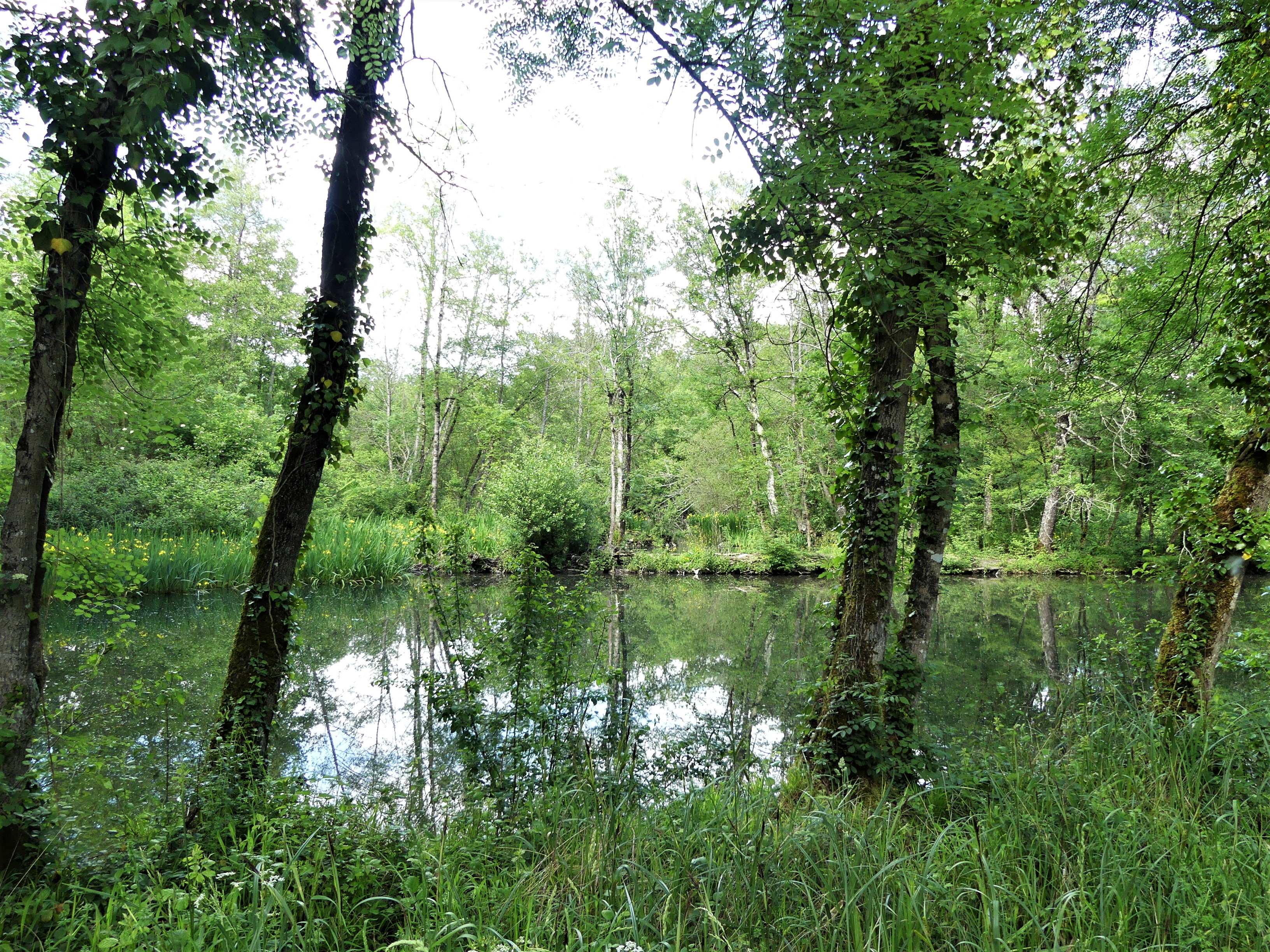
Étang à l'est du lieu-dit Maine Barillaud, à Salles-Lavalette.
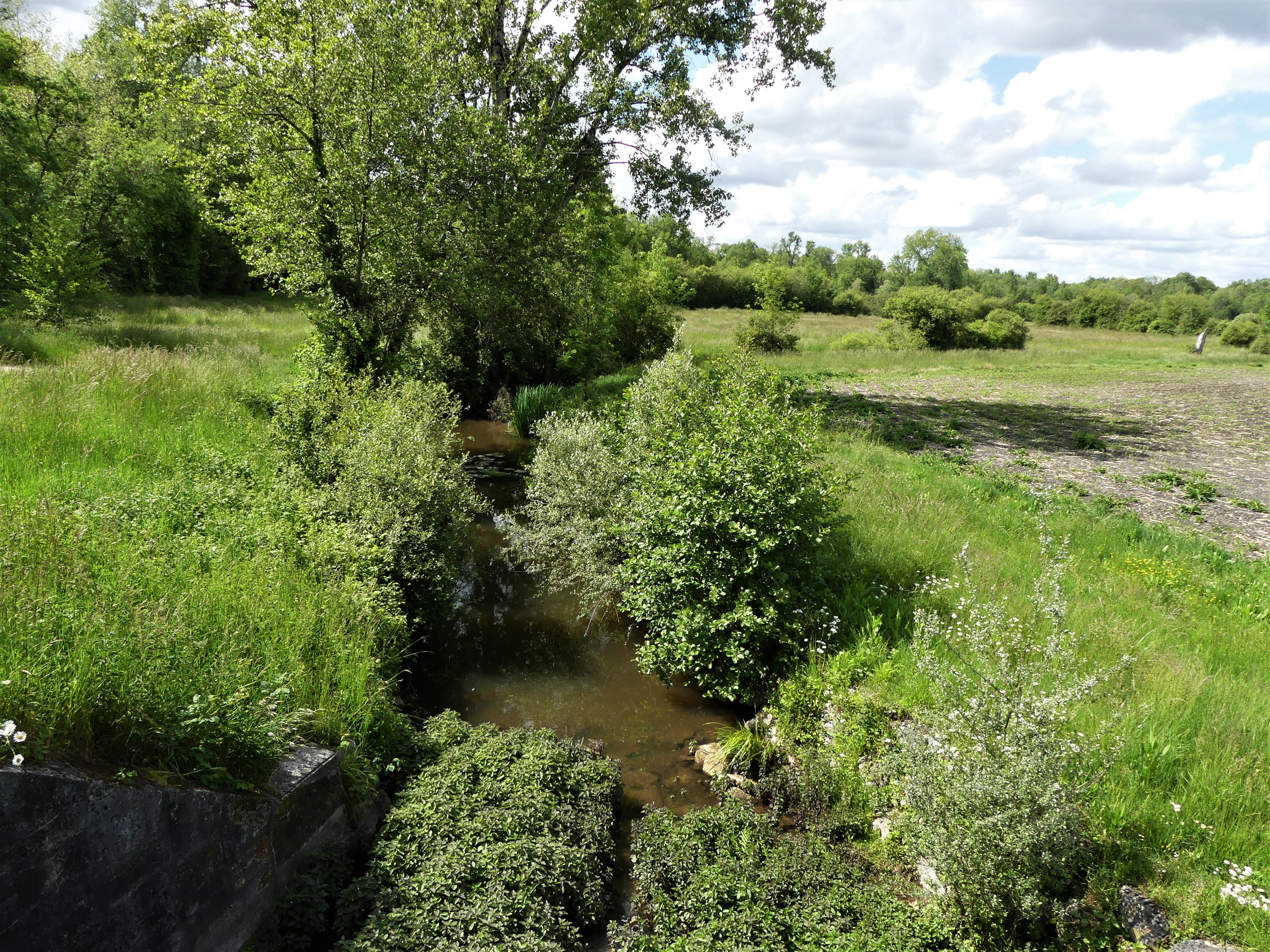
Bras du canal des Moulin à Salles-Lavalette.
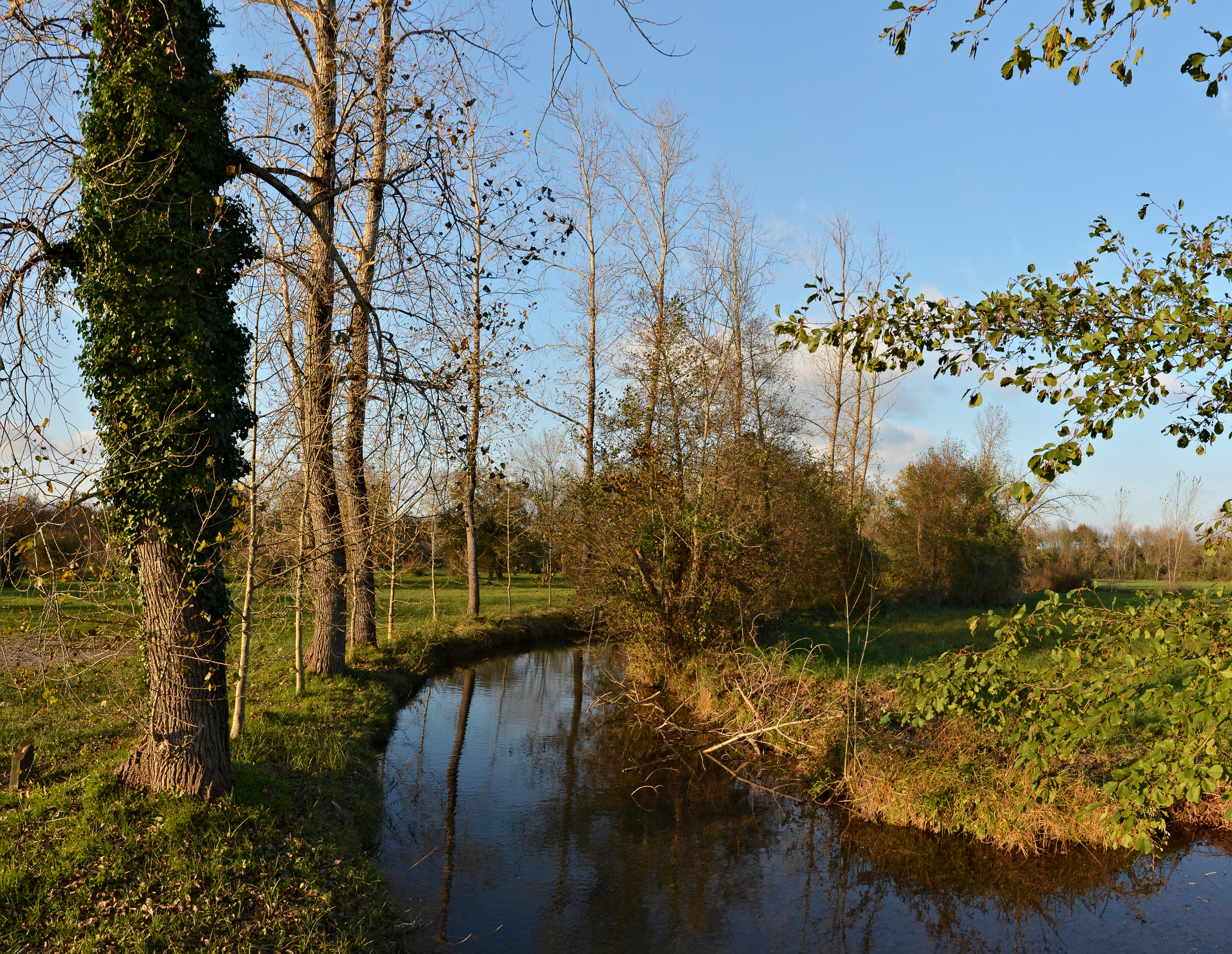
Bras de la Lizonne aux tourbières de Vendoire.
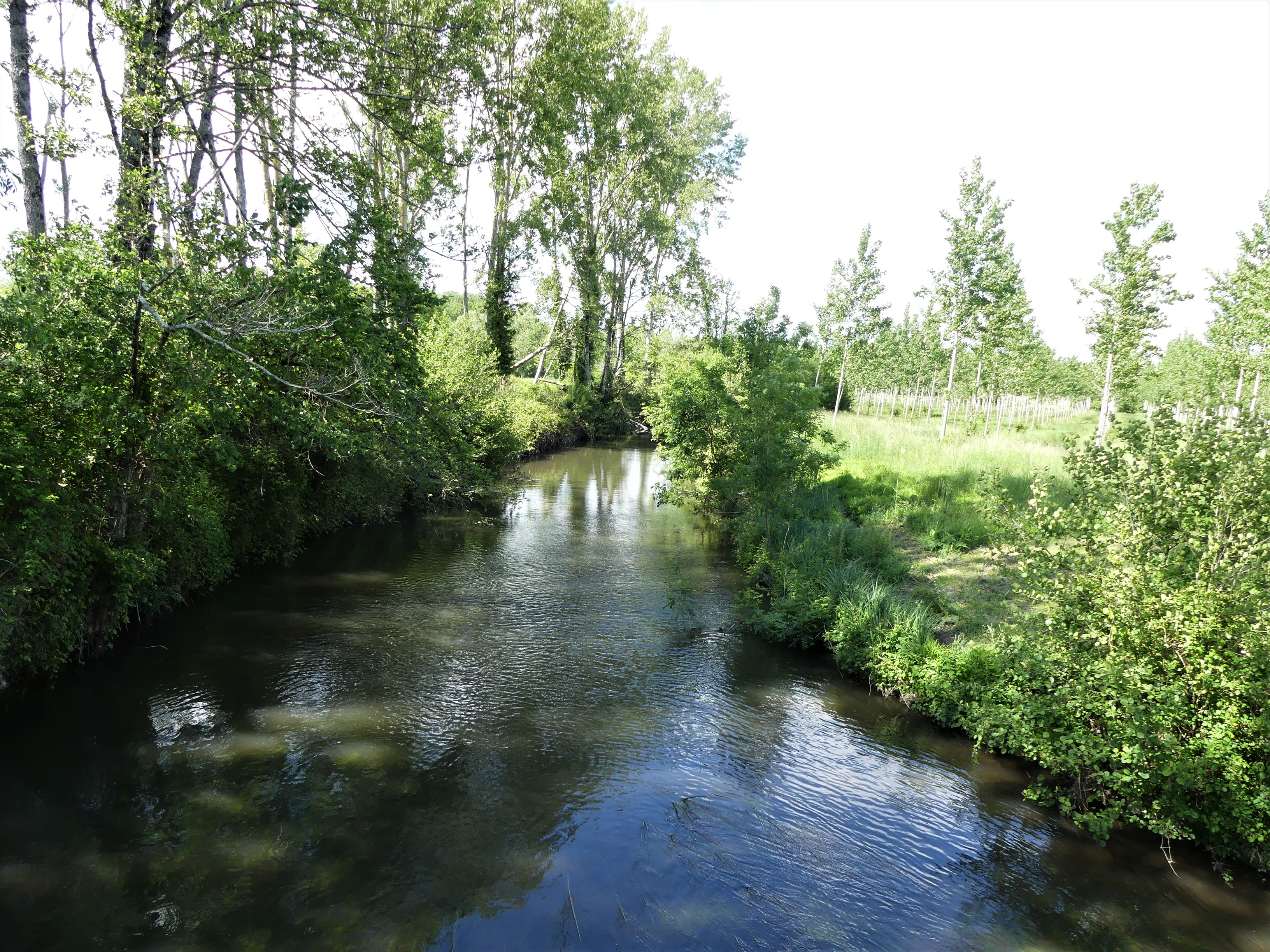
La Lizonne à Palluaud.

## Faune
Vingt espèces animales inscrites à l'annexe II de la directive 92/43/CEE de l'Union européenne y ont été répertoriées.
- sept insectes : l'Agrion de Mercure (Coenagrion mercuriale), l'Azuré de la sanguisorbe (Phengaris teleius), la Cordulie à corps fin (Oxygastra curtisii), le Cuivré des marais (Lycaena dispar), le Damier de la succise (Euphydryas aurinia), le Fadet des laîches (Coenonympha oedippus) et le Gomphe de Graslin (Gomphus graslinii) ;
- dix mammifères : la Loutre d'Europe (Lutra lutra), le Vison d'Europe (Mustela lutreola), et huit chauves-souris : la Barbastelle d'Europe (Barbastella barbastellus), le Grand murin (Myotis myotis), le Grand rhinolophe (Rhinolophus ferrumequinum), le Minioptère de Schreibers (Miniopterus schreibersii), le Murin à oreilles échancrées (Myotis emarginatus), le Murin de Bechstein (Myotis bechsteinii), le Petit murin (Myotis blythii) et le Petit rhinolophe (Rhinolophus hipposideros) ;
- deux poissons : le Chabot fluviatile (Cottus perifretum) et la Lamproie de Planer (Lampetra  planeri) ;
- un reptile : la Cistude (Emys orbicularis).

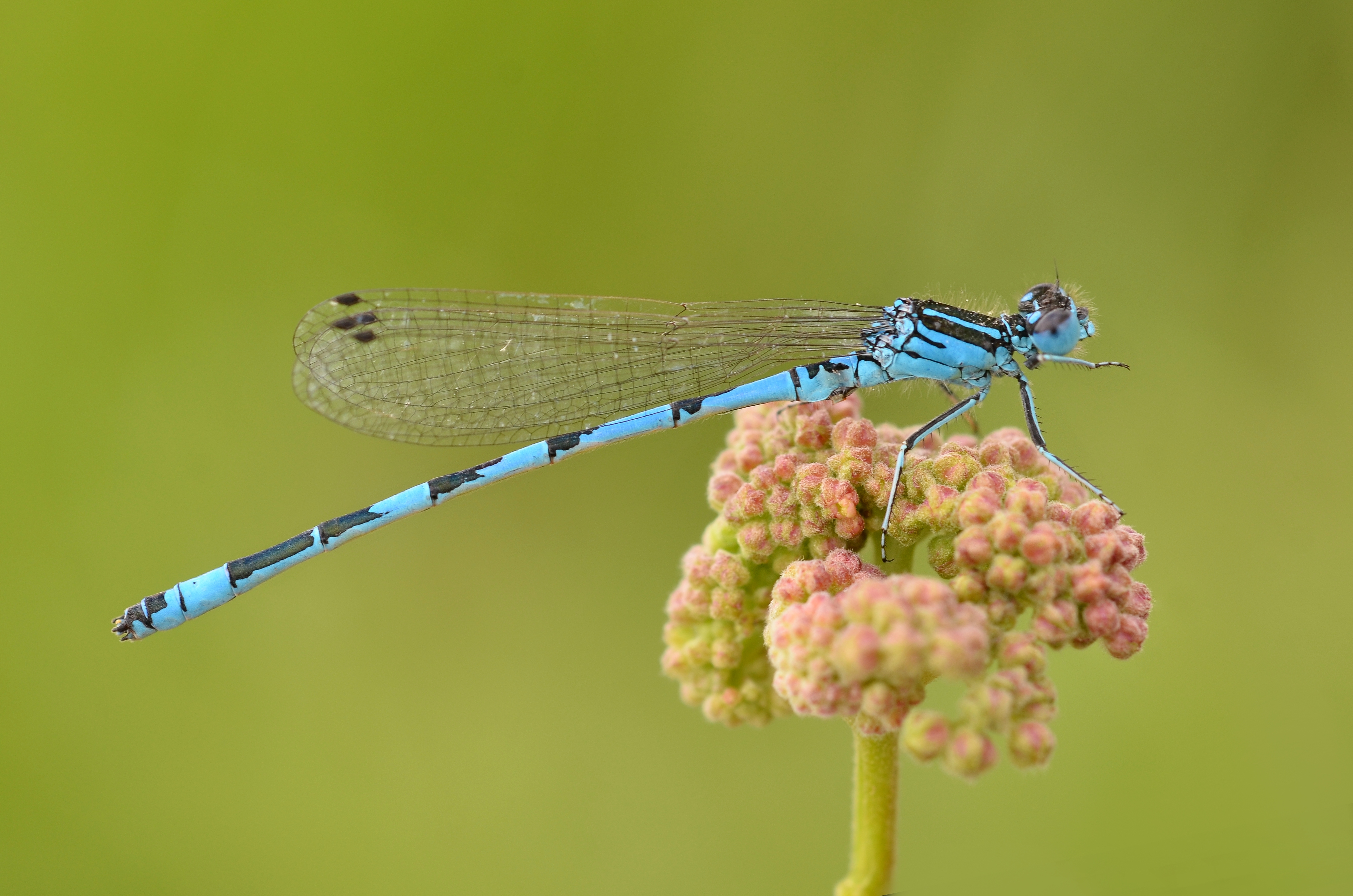
Agrion de Mercure mâle.
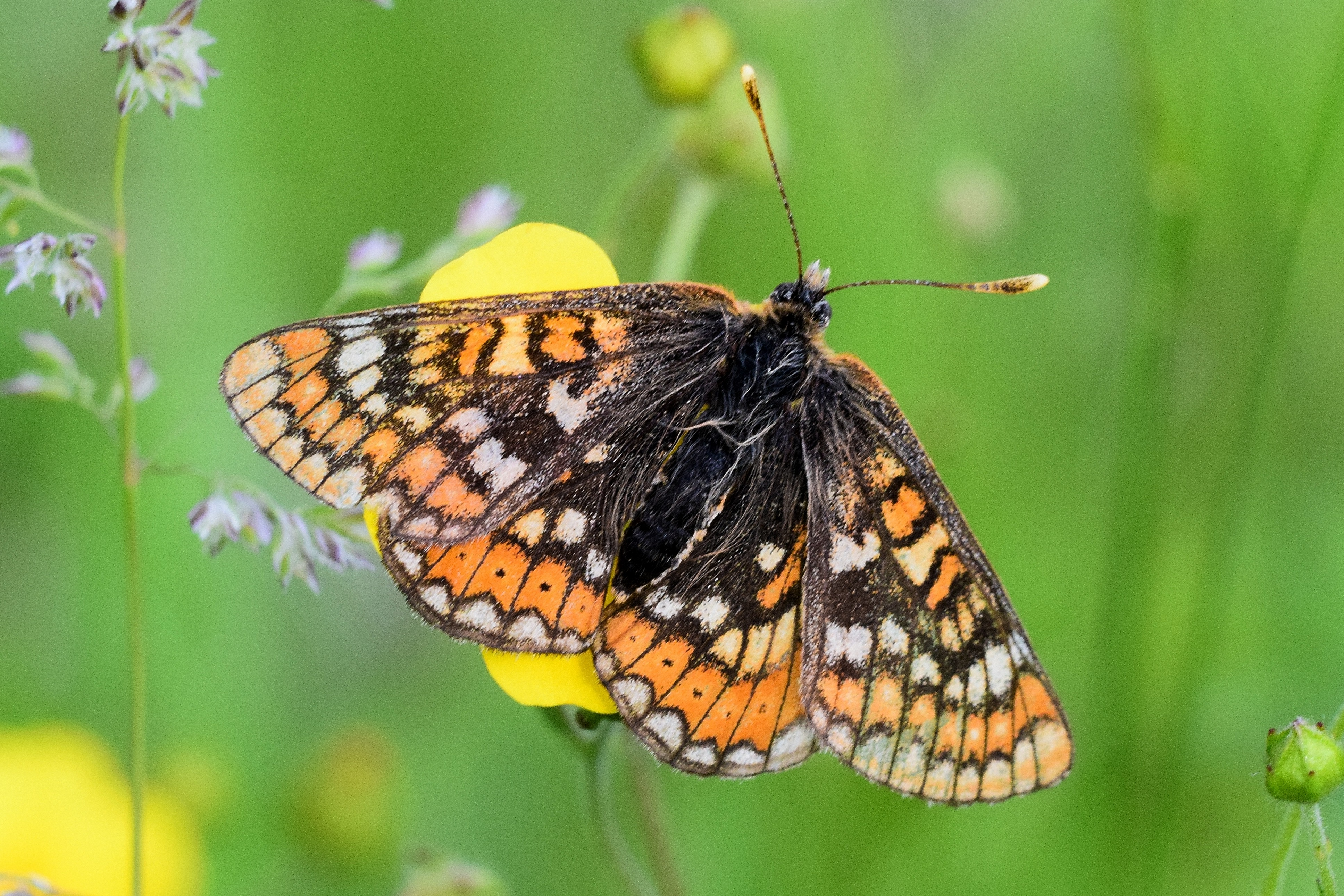
Damier de la succise.
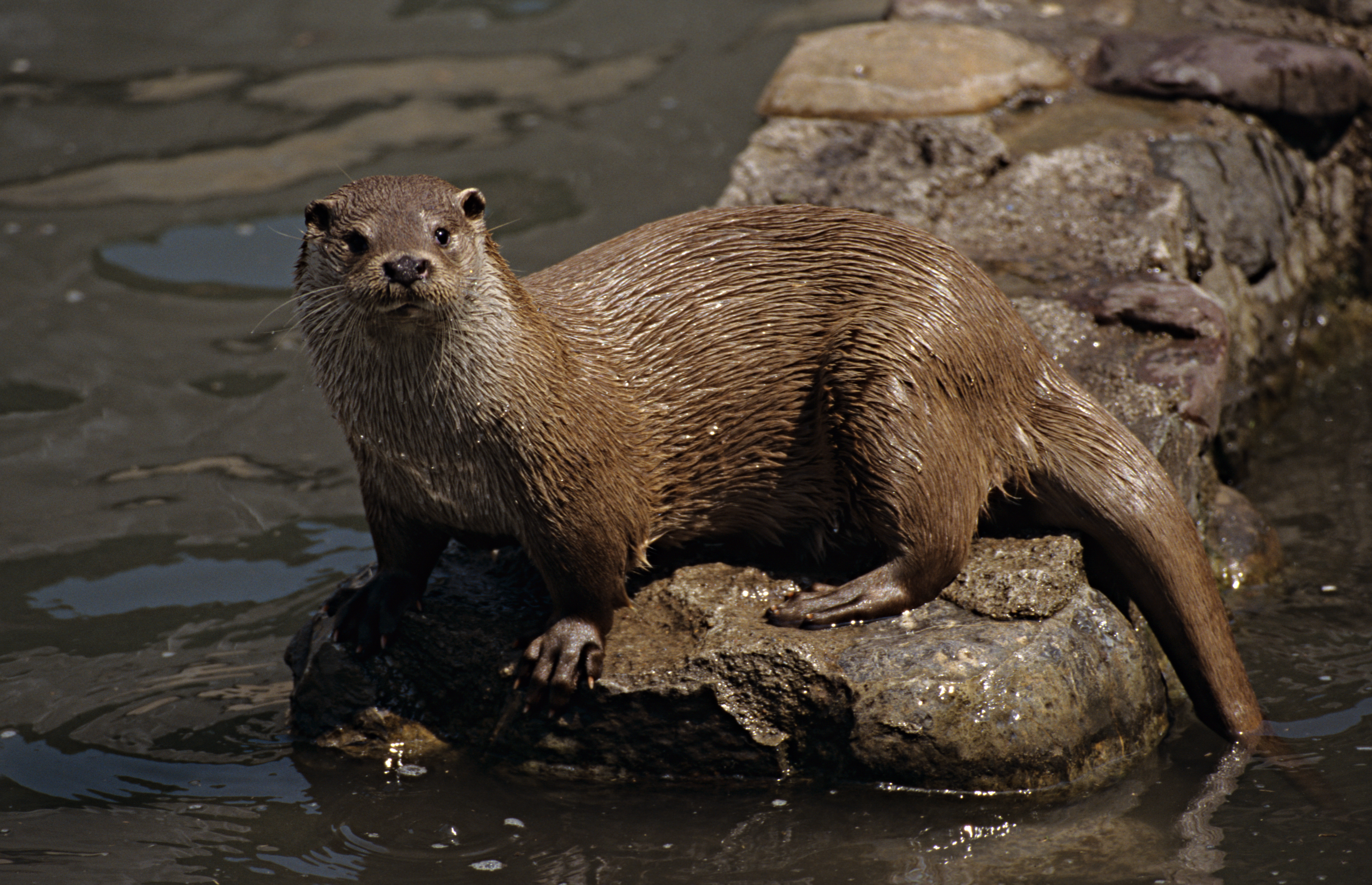
Loutre d'Europe.
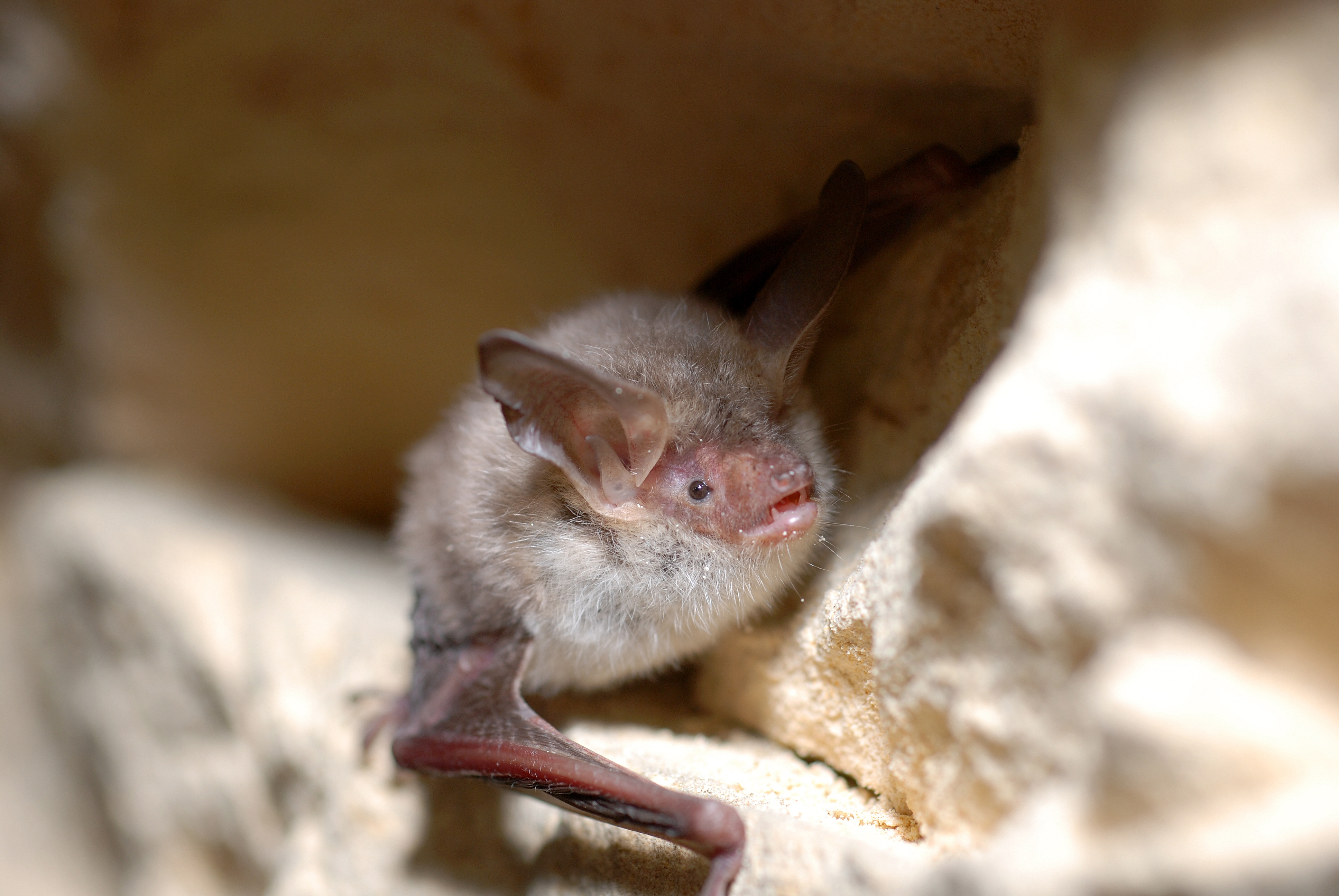
Murin de Bechstein.
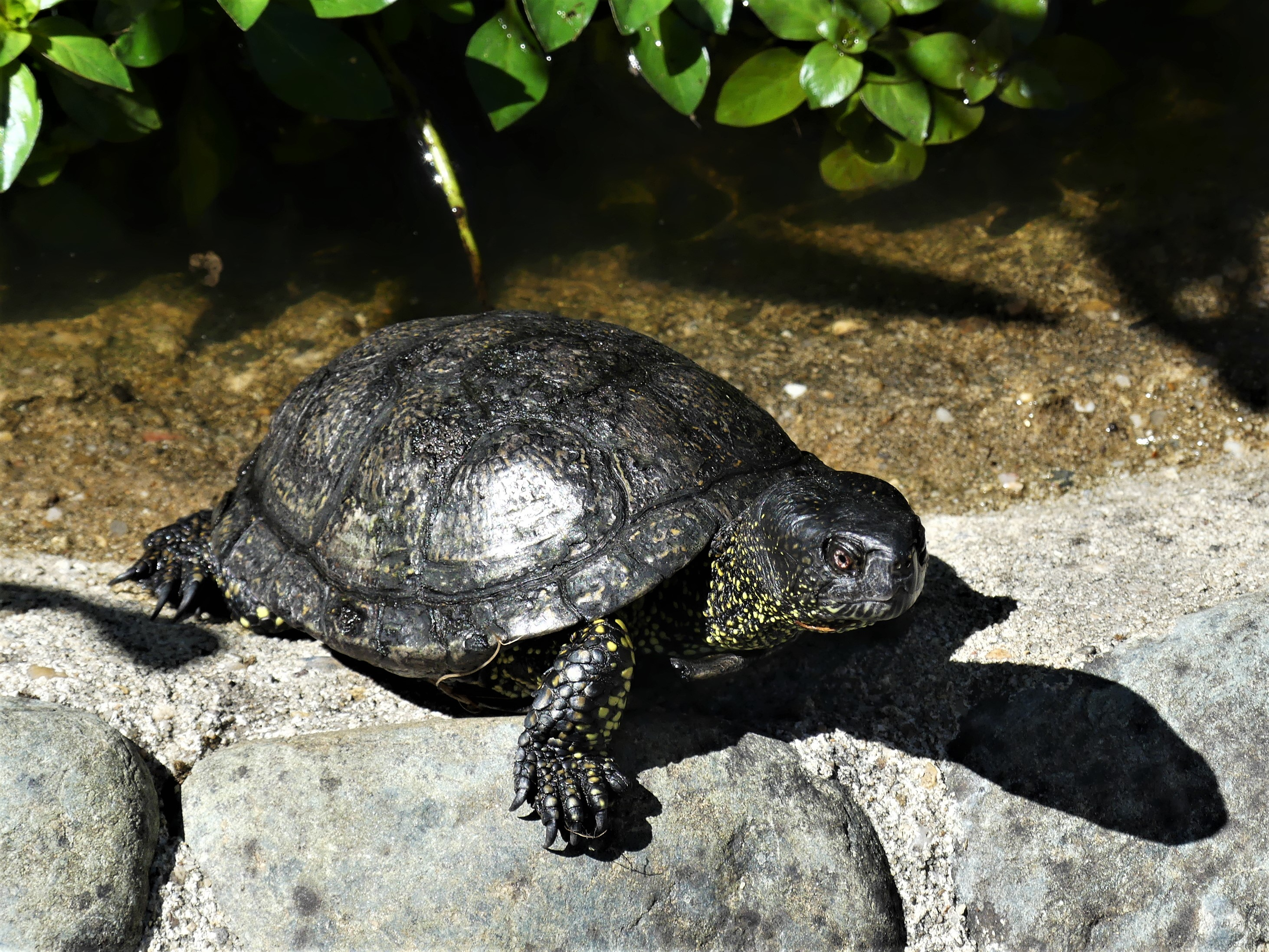
Cistude.

## Flore
Deux espèces importantes de plantes ont été recensées sur le site : la Fritillaire pintade (Fritillaria meleagris) et le Pigamon jaune (Thalictrum flavum).

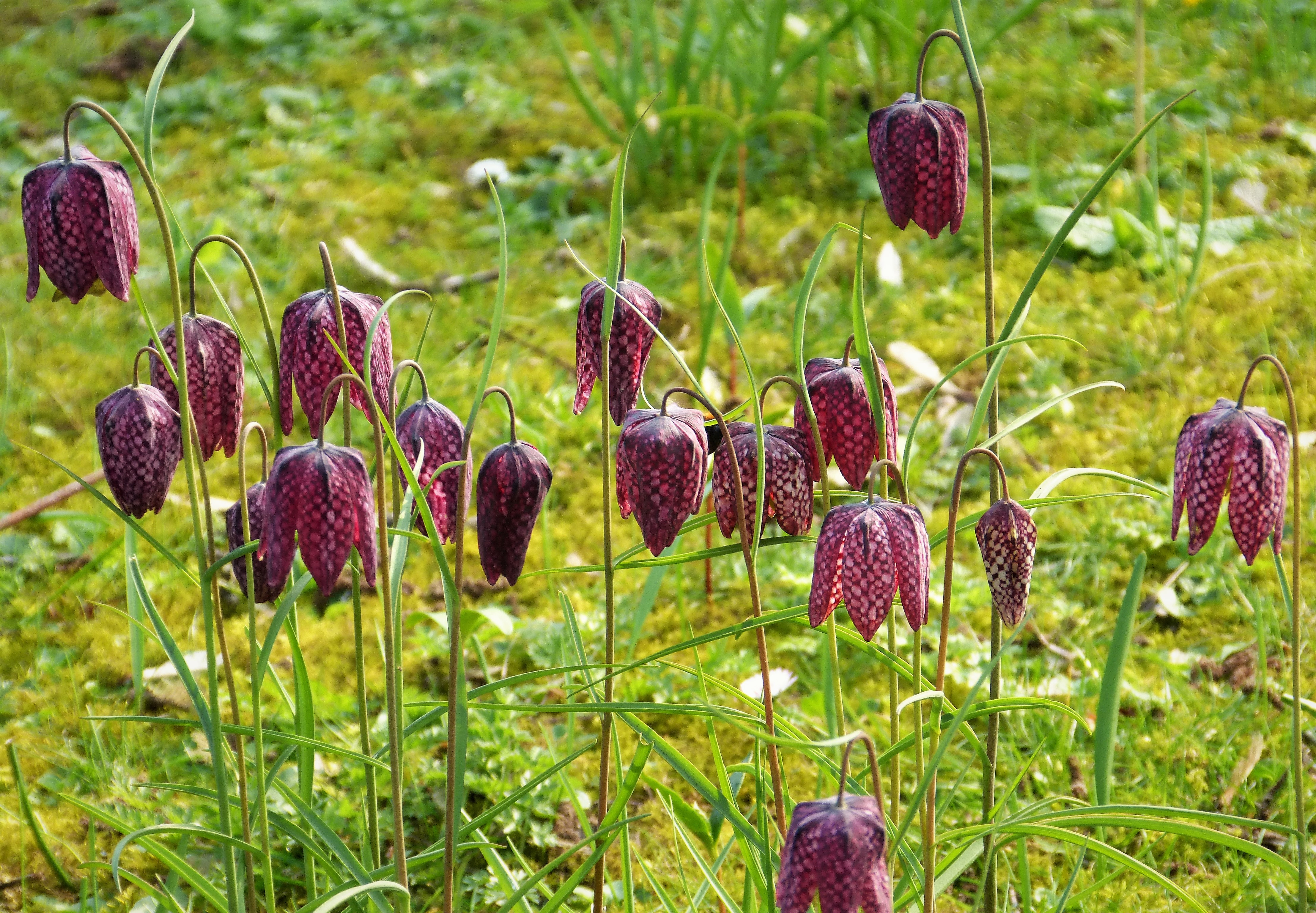
Fritillaires pintades.
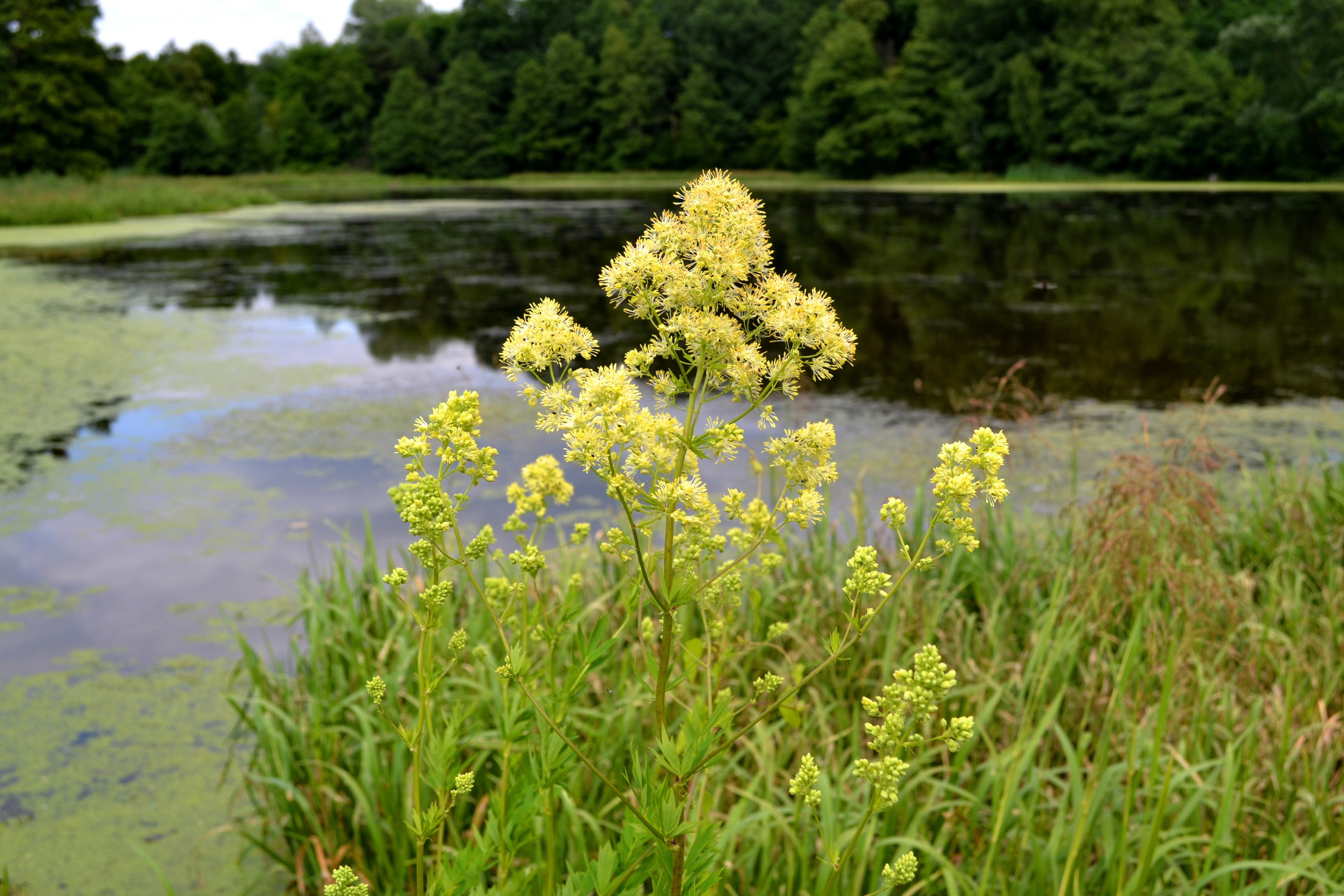
Pigamon jaune.